# Arruda dos Vinhos (freguesia)

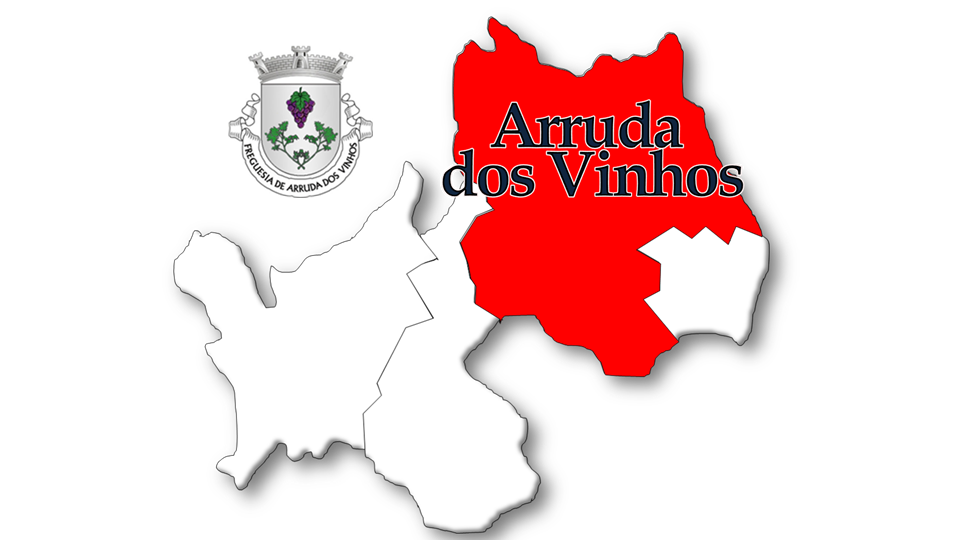
Freguesia de Arruda dos Vinhos - localização no Município de Arruda dos Vinhos

A Freguesia de Arruda dos Vinhos é uma freguesia portuguesa do Município de Arruda dos Vinhos com 34,38 km² de área e 9300 habitantes (censo de 2021), tendo, por isso, uma densidade populacional de 270,5 hab./km².

## Demografia
A população registada nos censos foi:
| Distribuição da População por Grupos Etários | Distribuição da População por Grupos Etários | Distribuição da População por Grupos Etários | Distribuição da População por Grupos Etários | Distribuição da População por Grupos Etários |
| -------------------------------------------- | -------------------------------------------- | -------------------------------------------- | -------------------------------------------- | -------------------------------------------- |
| Ano                                          | 0-14 Anos                                    | 15-24 Anos                                   | 25-64 Anos                                   | > 65 Anos                                    |
| 2001                                         | 865                                          | 764                                          | 3200                                         | 1006                                         |
| 2011                                         | 1687                                         | 797                                          | 4843                                         | 1329                                         |
| 2021                                         | 1628                                         | 1101                                         | 4981                                         | 1590                                         |

## Política
A freguesia de Arruda dos Vinhos é administrada localmente por uma junta de freguesia, atualmente liderada por Fábio Romão Morgado, eleita pelo Partido Socialista, num Executivo de 5 membros, e igualmente composta por uma Assembleia de Freguesia com 13 elementos.

### Eleições Autárquicas de 2009
Nas eleições locais de 2009, o Partido Socialista Democrata saiu vencedor na freguesia de Arruda dos Vinhos, tendo sido empossado como Presidente do Executivo o social-democrata Márcio Bruno Viduedo Dionísio, ocupando ainda 7 mandatos da Assembleia de Freguesia. Das restantes forças políticas, o Partido Socialista obteve 5 mandatos e a Coligação Democrática Unitária obteve 1 mandato.

### Eleições Autárquicas de 2013
Nas eleições autárquicas de 2013, a força política vencedora foi o Partido Socialista, candidatura encabeçada por Maria da Graça Dinis. Na Assembleia de Freguesia, os mandatos foram distribuídos conforme a tabela abaixo.
| Órgão                   | PS | PSD | CDU |
| Assembleia de Freguesia | 7  | 4   | 2   |
| Junta de Freguesia      | 5  | 0   | 0   |

### Eleições Autárquicas de 2017
Nas eleições autárquicas de 2017, o Partido Socialista viu reforçada a sua maioria, tendo obtido 10 mandatos da Assembleia de Freguesia e a eleição do Presidente de Junta de Freguesia, Fábio Romão Morgado. O PPD-PSD obteve 2 mandatos, enquanto que a CDU obteve 1 mandato.
| Órgão                   | PS | PSD | CDU |
| Assembleia de Freguesia | 10 | 2   | 1   |
| Junta de Freguesia      | 5  | 0   | 0   |

## Património
- Chafariz de Arruda dos Vinhos
- Igreja Matriz de Arruda dos Vinhos ou Igreja de Nossa Senhora da Salvação de Arruda dos Vinhos
- Ermida de Nossa Senhora do Monte Carmelo - (Nª Sra do Carmo)
- Monumentos megalíticos na povoação de Antas
- Forno da Pipa
- Linhas de Torres (Fortes no Concelho)
- Aqueduto de Arruda dos Vinhos
- Cascatas de Arruda dos Vinhos
- Fontanário das Antas sito na Rua das Antas
- Fontanário do Carrasqueiro sito na Rua da Baiúca
- Fontanário do Centro Histórico sito na Rua da República
- Fontanário da Fonte Nova, datado de 1979, sito no CM1225
- Fontanário da Mata I, datado de 1967, sito na Rua da Fonte
- Fontanário da Mata II, datado de 1924, sito na Rua do Convento do Vilar
- Fontanário de A-do-Barriga, sito na Rua do Casalinho
- Fontanário de S. Sebastião, datado de 1967, sito na CM1226
- Fontanário do Monte Aragão, sito na CM1224
- Fontanário da Monteira, datado de 1967, sito na localidade da Monteira
- Fontanário de Pé do Monte, datado de 1988, sito na Rua da Fonte Santa
- Lavadouros de Arruda dos Vinhos sitos na Rua 5 de Outubro

## Ligações
Portal da Junta de Freguesia de Arruda dos Vinhos: www.jf-arruda.pt